# Niskajärvi (sjö i Norra Österbotten, lat 66,02, long 29,67)
Niskajärvi är en dal av sjön Kiitämä  vid utloppet till Suininginjoki.  Den ligger i Kuusamo kommun i landskapet Norra Österbotten. Niskajärvi ligger 252,8 meter över havet.